# Ornithoica podicipis
Ornithoica podicipis är en tvåvingeart som beskrevs av Von Roder 1892. Ornithoica podicipis ingår i släktet Ornithoica och familjen lusflugor. Inga underarter finns listade i Catalogue of Life.